# Schwarzer Falterfisch
Der Schwarze Falterfisch (Chaetodon flavirostris) kommt im südlichen tropischen Pazifik von der Ostküste Australiens bis zu den subtropischen Pitcairn-Inselgruppe in Tiefen von einem bis 20 Metern vor. Am südlichen Great Barrier Reef und bei der Lord-Howe-Insel ist er sehr häufig.

## Merkmale
Er wird bis zu 20 Zentimeter lang und ist an den Seiten grau gefärbt, ältere Tieren können auch schwärzlich sein. Der Kopf ist vor den Augen gelb oder orange, die Schnauze weiß. Rücken-, Schwanz- und Afterflosse sind vor allem gelb, mit einem auffälligen orangen Streifen und dunklen Rändern. Der Rand der Schwanzflosse ist transparent. Jungfische tragen einen auffälligen dunklen Augenfleck im hinteren Abschnitt der Rückenflosse. Ihr Kopf ist weiß mit einem dicken schwarzen Band über den Augen. Die Bauchflossen der Jungfische sind gelb, die der ausgewachsenen schwarz. Ältere Fische bekommen auf der Stirn einen schwarzen Buckel.
Flossenformel: Dorsale XII–XIII/24–27, Anale III/20–21.

## Lebensweise
Schwarze Falterfische leben meist paarweise an ozeanischen, korallenreichen oder algenbewachsenen Korallen- und Felsriffen. Bei der Lord-Howe-Insel leben sie in kleinen Gruppen. Jungfische halten sich eher küstennah in Buchten und Ästuarien auf. Schwarze Falterfisch ernähren sich von Algen, Korallenpolypen und kleinen, bodenbewohnenden, wirbellosen Tieren.